# Марио Бъркляча
Марио Бъркляча (на сърбохърватски: Mario Brkljača, роден на 7 февруари 1985 г. в Загреб) е хърватски футболист, който играе като полузащитник за ЦСКА (София).
Бъркляча започва кариерата си в НК Загреб, след което играе още за Хайдук Сплит, италианският Каляри, руският Сибир (Новосибирск) и австрийският ШВ Матерсбург.